# نشان (فیلم ۲۰۰۲)
نشان (به انگلیسی: The Badge) فیلمی محصول سال ۲۰۰۲ و به کارگردانی رابی هنسون است. در این فیلم بازیگرانی همچون بیلی باب تورنتون، پاتریشا آرکت، ویلیام دیون، سلا وارد، جولی هاگرتی، ری مک‌کینون، تام باور، توماس هیدن چرچ و آدری مری اندرسون ایفای نقش کرده‌اند.